# Ala (esercito romano)
Il termine ala impiegato nell'esercito romano ebbe almeno tre differenti significati tattici nel corso della storia romana. Nella sua accezione tattica generale il termine ala rappresentava i fianchi di uno schieramento (ala dextra e ala sinixtra), prima della battaglia.

## Evoluzione tattica delleali

### Primo significato:alae sociorumdurante la Repubblica
Se ogni legione di cittadini romani era formata da 4.200 fanti (portati fino a 5.000, in caso di massimo pericolo) e da 300 cavalieri, le unità alleate di socii, chiamate alae, poiché erano poste alle "ali" dello schieramento romano, erano, invece, costituite da un numero pari di fanti, ma superiori di tre volte nei cavalieri (900 per unità).
Ecco come Aulo Gellio ne spiega il loro significato etimologico:
(Aulo Gellio, Noctes Atticae , XVI, 4.)

### Secondo significato:Alidi stati clienti

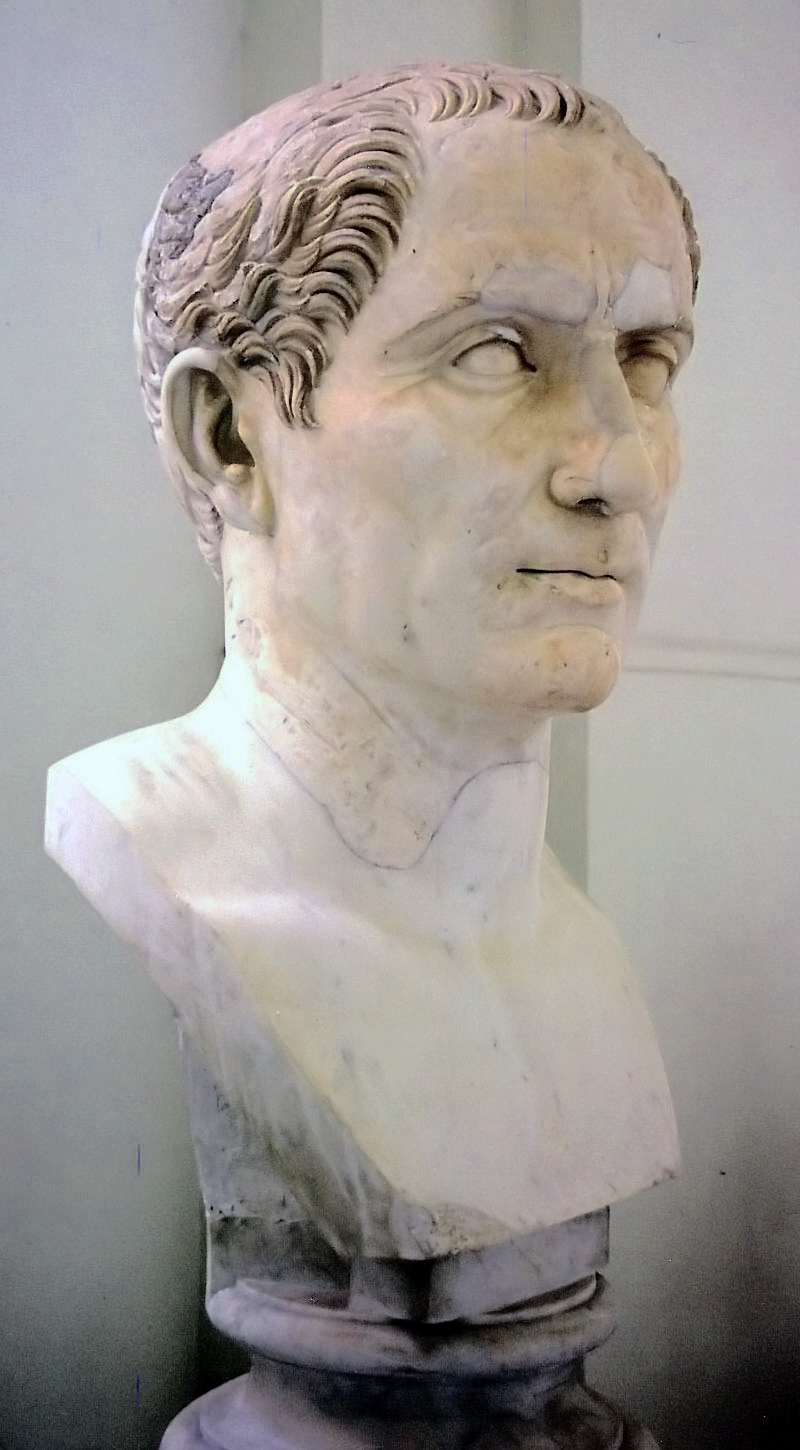
Busto in marmo di Gaio Giulio Cesare.

In seguito alla guerra sociale degli anni 91-88 a.C., il fatto di aver conferito a tutte le popolazioni dell'Italia antica la cittadinanza romana, non fece altro che eliminare le cosiddette alae di socii (costituite da fanti e cavalieri). Fu così necessario impiegare, sempre alle ali dello schieramento romano, formazioni di cavalleria di stati clienti alleati, tanto più che con la riforma di Gaio Mario gli equites legionis erano stati soppressi.
Fu il caso di Gaio Giulio Cesare. Egli, infatti, a più riprese cominciò ad utilizzare contingenti di cavalieri di popolazioni alleate nel corso della conquista della Gallia. Reclutò tra le sue file soprattutto Galli e Germani, inquadrando queste nuove unità sotto decurioni romani, con grado pari a quello dei centurioni legionari ed un praefectus equitum. La stessa cosa avvenne anche nel corso della guerra civile che seguì tra Cesare e Pompeo degli anni 49-45 a.C.
Appiano di Alessandria ci racconta che durante la successiva guerra civile nata dopo la morte di Cesare, poco prima dello scontro decisivo di Filippi del 42 a.C., Marco Giunio Bruto disponeva di 4.000 cavalieri tra Galli e Lusitani, oltre a 2.000 traci, illirici, parti e tessali; mentre l'alleato Gaio Cassio Longino di altri 4.000 arcieri a cavallo tra Arabi, Medi e Parti.

### Terzo significato:Alidi provinciali a cavallo in epoca imperiale
Erano composte da cavalieri per lo più provinciali (nella condizione di peregrini), i quali aspiravano, al termine di un servizio lungo oltre un paio di decenni, ad ottenere la cittadinanza romana. Sebbene siano state create da Cesare, la loro organizzazione, così come ci è stata tramandata, appartiene al processo messo in atto da Augusto riguardante l'intero sistema militare romano.

#### Composizione di un'Ala quingenariaemilliaria

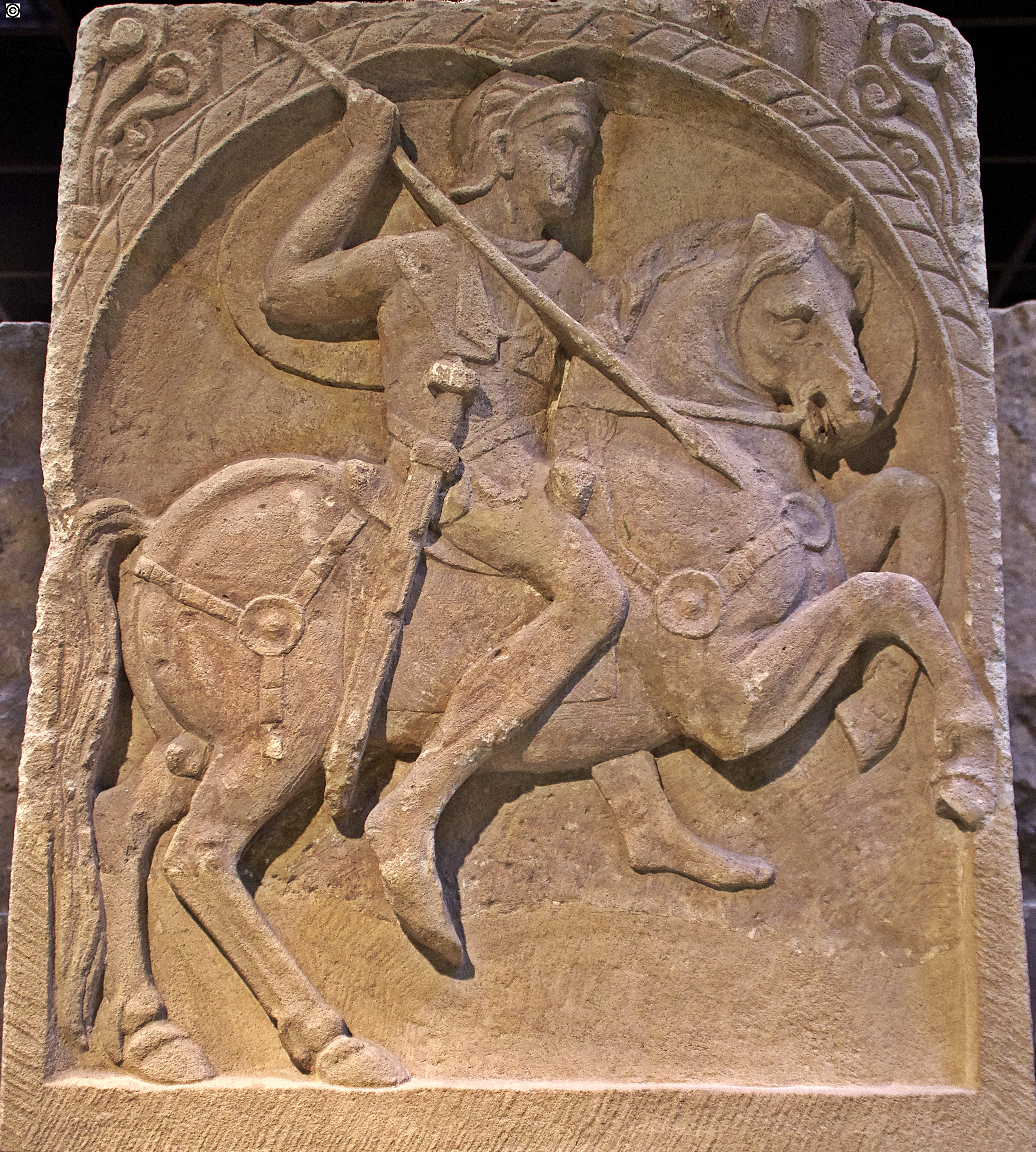
Stele funeraria di un cavaliere del I secolo d.C., dall'antica Colonia Agrippina.

Le alae di cavalleria durante il periodo giulio-claudio furono solo quingenarie (composte cioè da 500 armati circa). Erano divise in 16 turmae da 32 uomini (comandate ciascuna da 16 decurioni), per un totale di 512 cavalieri. Fornivano alle legioni truppe di ricognizione e di inseguimento, oltre a costituire elemento d'urto sui fianchi dello schieramento nemico.
A partire dalla dinastia dei Flavi, furono introdotte per prime le unità ausiliarie milliariae, ovvero composte da circa 1.000 armati (create ex novo oppure incrementandone gli armati da una preesistente quingenaria). in tutte le loro tipologie: dalle cohortes peditatae, a quelle equitatae fino alle alae di cavalleria (quest'ultima considerata l'élite dell'esercito romano).
Le alae milliariae erano formate, a differenza di quelle quingenariae da 24 turmae. sempre di 32 uomini per un totale di 768 cavalieri. Il comandante di un'ala, che in origini era un principe nativo appartenente alla tribù dell'unità ausiliaria, fu sostituito con un praefectus alae (o praefectus equitum) dell'ordine senatorio e/o equestre, che poteva restare in carica per un periodo di 3 o 4 anni, al termine del quale poteva accedere all'ordine senatoriale.
Qui sotto potete trovare una tabella riepilogativa di alcuni dati riportati sopra:
| Tipologia di unità ausiliarie | servizio   | comandante      | subordinato | N. di sotto-unità | Forza della sotto-unità | Forza dell'Unità |
| ----------------------------- | ---------- | --------------- | ----------- | ----------------- | ----------------------- | ---------------- |
| Ala quingenaria               | cavalleria | praefectus alae | decurione   | 16 turmae         | 30 (32)                 | 480 (512)        |
| Ala milliaria                 | cavalleria | praefectus alae | decurione   | 24 turmae         | 30 (32)                 | 720 (768)        |

#### Gerarchia interna: ufficiali,principaleseimmunes

La cavalleria ausiliaria romana.

In epoca augustea erano affidate sia al comando di un re o principe cliente nativo del posto (il praefectus equitum citato dallo stesso Cesare, vedi sopra), almeno fino a dopo Tiberio (attorno alla metà del I secolo), quando furono poi sottoposte ad un praefectus alae dell'ordine equestre (si trattava spesso di un figlio di senatore romano).
Il corpo di truppa di un'ala quingenaria, oltre agli ufficiali (il praefectus alae ed i sedici decurioni), si divideva in tre sotto-categorie:
- i principales, ovvero quei sotto-ufficiali in grado di comandare piccoli distaccamenti o, all'occorrenza, prendere il posto degli ufficiali della compagnia. Si trattava del vexillarius alae (ovvero colui che portava il vexillum, una piccola bandiera di riconoscimento dell'ala di appartenenza), dell'imaginifer (il portatore dell'immagine dell'imperatore), dell'optio singularium (attendente del praefectus alae), di sedici duplicarii (comandante della retroguardia, secondo in comando nella turma) e sedici sesquiplicarii (terzo in comando della turma, con compiti amministrativi e di logistica).[26][27][28]
- gli immunes, ovvero tutti quei cavalieri che, seppure non fossero neppure sotto-ufficiali, erano immuni dal dover svolgere certi servizi o compiti di "routine", spesso "pesanti".[26] Si trattava di sedici signifer turmae (portatore dell'insegna, uno per turma), sedici custos armorum (curatore delle armi, uno per turma), sedici curator (contabile, uno per turma); a questi potremmo aggiungere (come similmente accadeva nella cohors peditata ed in quella equitata) anche un cornicularius (attendente del praefectus),[29] alcuni statores (guardie per la sicurezza, messaggeri), uno strator (addestratore e addetto ai cavalli), un librarius (impiegato)[30] ed una quarantina/cinquantina di beneficiarii[31] (tra cui anche il medicus ordinarius[32] e forse il capsarius).[26][27][28][33]
- tutti gli altri cavalieri, non compresi nelle prime due categorie.

In sostanza secondo i conteggi del Cheesman, in un'ala quingenaria, c'erano a parte il praefectus alae: 16 decuriones, 34 principales e oltre 100 immunes.

#### Reparti di cavalleria: armi e armature
Le alae dopo la riforma augustea erano costituite da differenti reparti di cavalleria, come segue:
- "pesante", come i catafratti (di origine orientale o sarmata, a partire dai principati di Traiano ed Adriano; vedi sotto), dotati di una lunga e pesante lancia, chiamata contus (usata normalmente a due mani, poiché a volte raggiungeva i 3,65 metri di lunghezza),[35] oltre al fatto di essere interamente rivestiti di una maglia di metallo, cavaliere e cavallo (chiamata lorica squamata, formata da "scaglie" di metallo; o lorica hamata, fatta invece da anelli del diametro di 3-9 mm);[36]
- "leggera", come quella numida o maura, dotata di un piccolo scudo rotondo (clipeus), una spatha che a volte raggiungeva i 90 cm[37] (certamente più lunga rispetto al gladio del legionario), una lancea più leggera (normalmente lunga 1,8 metri).[37] ed in alcuni casi un'armatura (lorica hamata o squamata);
- sagittaria, come gli arcieri orientali[38] o quelli Traci[39] a cavallo;

Adriano (117-138) fu il primo a rendere operativa un'ala di cavalieri catafrattari (muniti di contus, ovvero di una pesante e lunga lancia; ricoperti da una pesante maglia di metallo, compresi i loro cavalli), l'Ala I Gallorum et Pannoniorum catafractaria, formata da cavalieri sarmati Roxolani che erano stati sistemati in Gallia e Pannonia dopo le guerre condotte contro di loro nel periodo 107-118.

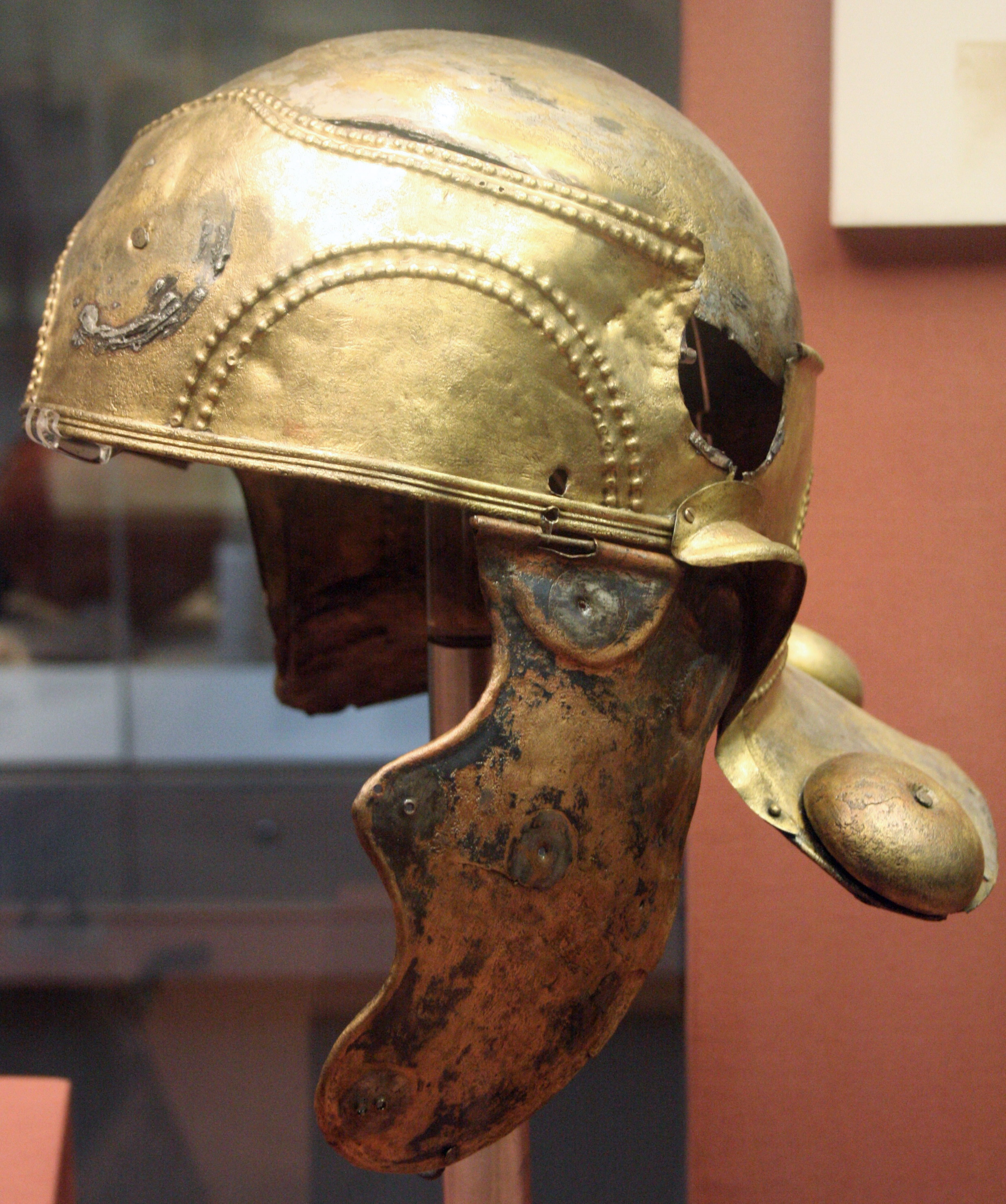
Elmo di cavaliere romano del I secolo, rinvenuto in Britannia presso Witcham (oggi al British Museum sala n.49).
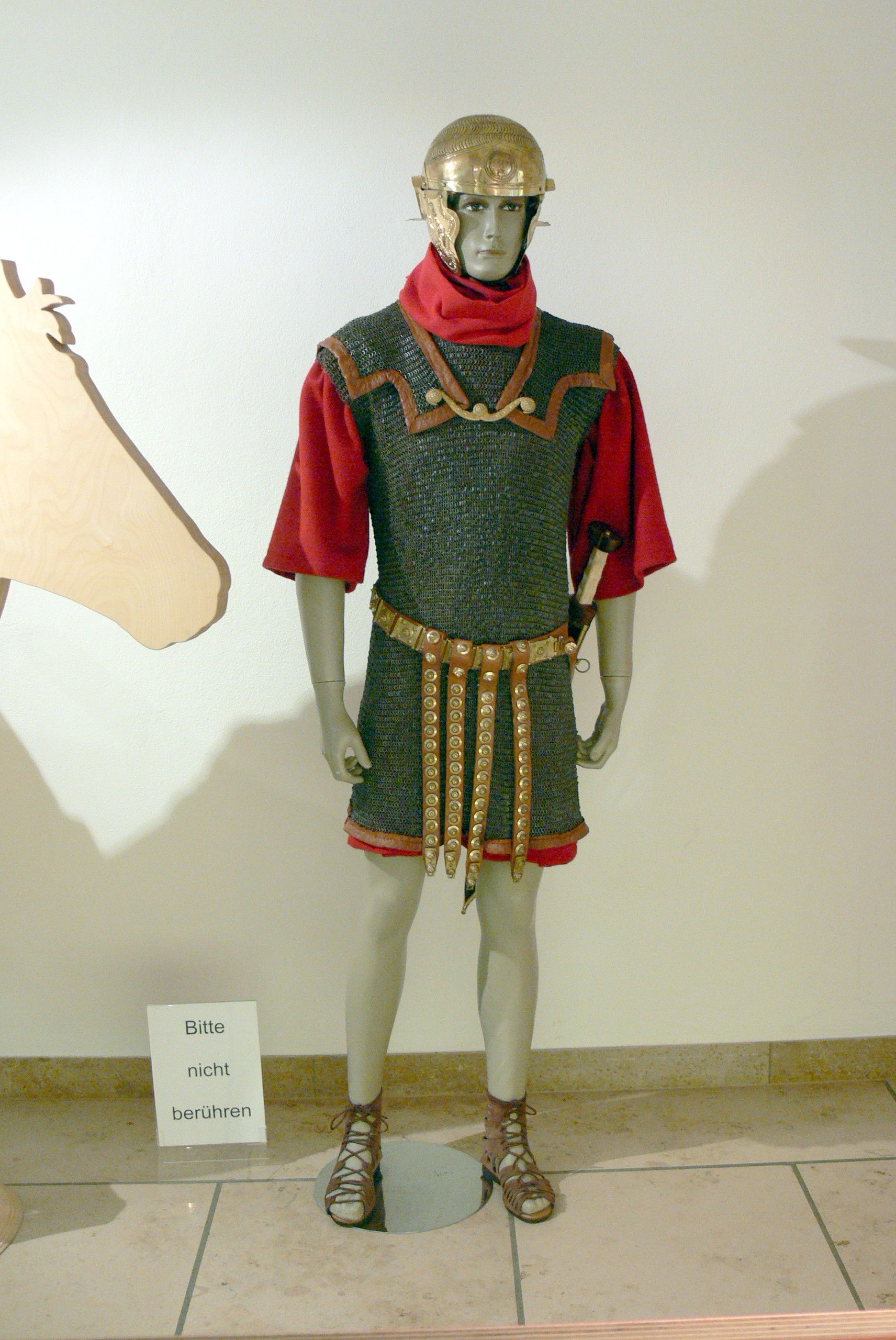
Ricostruzione dell'equipaggiamento di un cavaliere romano dal museo di Weißenburg.
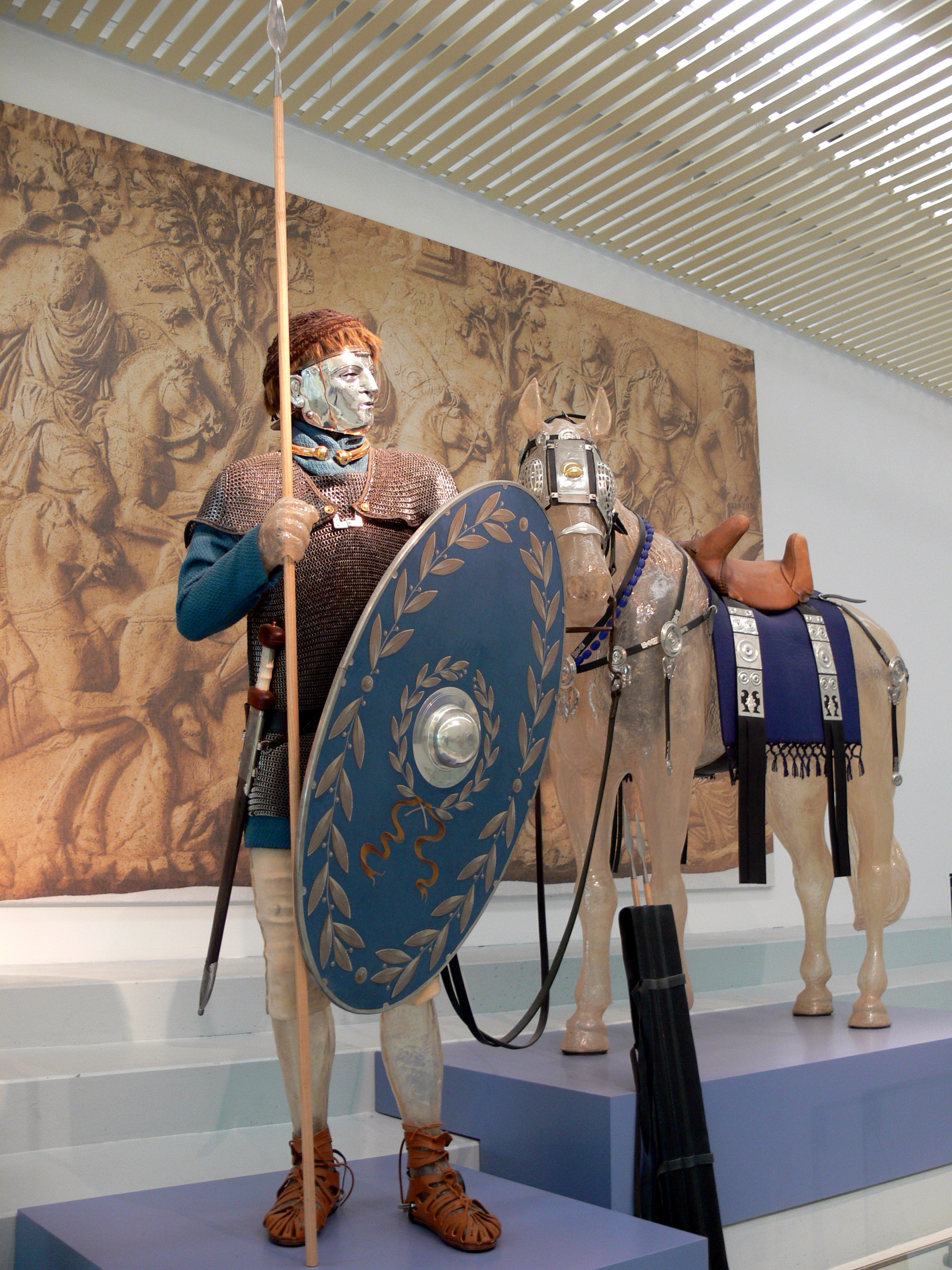
Altra ricostruzione dell'equipaggiamento di cavaliere romano dal museo di Nimega.
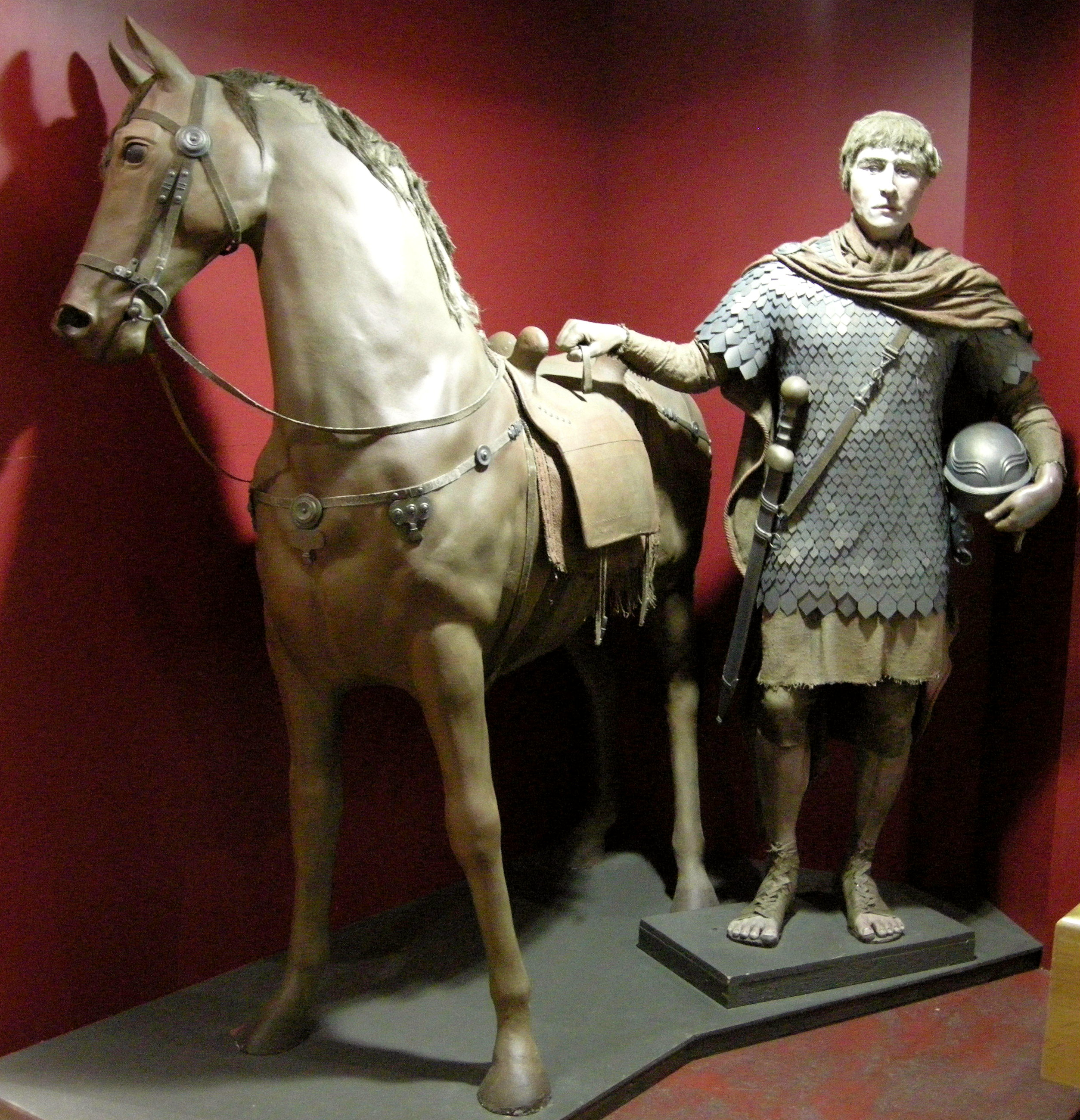
Ricostruzione dell'equipaggiamento di un cavaliere romano del amuseo di Canterbury.

#### Durata servizio, paga e congedo
I cavalieri ausiliari prestavano servizio per 25 anni, al termine del quale ricevevano un diploma militare che ne attestava il congedo (honesta missio), oltre ad un premio (in denaro o un appezzamento di terra, quasi fosse una forma di pensione dei giorni nostri), la cittadinanza romana ed il diritto di sposarsi. La paga (stipendium) per un cavaliere di ala si aggirava attorno ai 250 denari. La paga fu successivamente aumentata di un quarto, sotto l'imperatore Domiziano, portando così il compenso annuo a 333 denari per un cavaliere d'ala.

#### Lungo illimes
Le unità di cavalleria delle alae furono quindi distribuite lungo l'intero percorso del limes, dalla provincia di Britannia a quelle orientali di Siria ed Egitto passando attraverso il limes renano e quello danubiano. L'elenco completo lo potete trovare qui.
| Autore             | N. di alae | N. totale di cavalieri |
| ------------------ | ---------- | ---------------------- |
| J. Spaul (2000)    | 80         | 56.160                 |
| P.A. Holder (2003) | 88         | 74.624                 |